# لورا تاملینسون
لورا تاملینسون (به انگلیسی: Laura Tomlinson) ام‌بی‌ای (با نام تولد لورا بکتولزهایمر؛ زادهٔ ۳۱ ژانویهٔ ۱۹۸۵ ,ماینتس، آلمان) یک سوارکار بریتانیایی درساژ با اصلیت آلمانی است که در سطح بازی‌های المپیک نیز به رقابت می‌پردازد. از تاریخ ۳۰ ژوئن ۲۰۱۲ فدراسیون جهانی سوارکاری (به‌طور مخفف:اف‌ئی‌آی) وی را به همراه اسبش به نام میسترال هوریس در ردهٔ سوم رده‌بندی جهانی سوارکاری قرار داد؛ و همچنین او با اسب اندرتی. اچدر ردهٔ ۳۶ جهان قرار گرفته است. در همان سال او با اسبش میسترال هوریس با نام خانوادگی شوهرش لورا بکتولزهایمر موفق به دریافت دو مدال در المپیک ۲۰۱۲ لندن شدکه این مدال‌ها شامل مدال طلای تیمی درساژ همراه با کارل هستر و شارلوت دوژاردین و برنز انفرادی را بدست آورد.